# Rossö
Rossö est une localité de la commune de Strömstad dans le comté de Västra Götaland en Suède.
Sa population était de 220 habitants en 2019.

## Historique administratif
Les anciennes localités de Råssö, Sandbackarna, Liden et Gatelid ont fusionné en 2010 et forment à présent une zone urbaine avec le nom Rossö.